# Šamorín
Šamorín (maďarsky Somorja, německy Sommerein, latinsky Sancta Maria) je město na jihozápadním Slovensku, cca 17 km jihovýchodně od Bratislavy. Nachází se v Trnavském kraji, v okrese Dunajská Streda. Má přes 13 tisíc obyvatel, z nichž polovina se při sčítání obyvatel v roce 2021 přihlásila k maďarské národnosti, zatímco ke slovenské 41 %.

## Poloha
Město leží v Podunajské rovině na Žitném ostrově, na břehu Dunaje při vodním díle Gabčíkovo, v nadmořské výšce 130 metrů. Dělí se na 5 částí: Šamorín, Bučuháza, Čilistov, Kraľovianky a Mliečno.

## Historie
První písemná zmínka o městě je z roku 1238 a práva královského města získalo v roce 1405 od Zikmunda Lucemburského. 
Město bylo součástí Uherska až do roku 1918 (provizorní hranice ČSR), resp. 1920 (hranice podle Trianonské smlouvy). 
V důsledku první vídeňské arbitráže bylo město v letech 1938 až 1945 součástí Maďarska

## Památky
Ve městě je kalvínský kostel z 13. století, románsko-gotická stavba původně zasvěcena Panně Marii, podle které dostalo jméno i město.[ujasnit] Římskokatolický pozdněbarokní kostel Nanebevzetí Panny Marie z 18. století stojí společně s klášterem paulánů v centru města. V centru města se nachází také klasicistní evangelický kostel z konce 18. století. Ve městě se nachází také synagoga z roku 1912, která je od roku 1996 sídlem At home gallery.
V bývalé osadě Šámot se zachoval románský kostel sv. Markéty Antiochijské z poloviny 13. století.

## Významní rodáci a osobnosti spjaté seŠamorínem
- Edit Bauer, rozená Fischerová (* 30. srpna 1946) – slovenská politička
- Dominika Stará (* 13. srpna 1993) – slovenská zpěvačka

## Partnerská města
- Hainburg an der Donau, Rakousko
- Uherský Brod, Česko
- Gheorgheni, Rumunsko
- Mosonmagyaróvár, Maďarsko[5]